# Théâtre Molière (Ixelles)
Pour les articles homonymes, voir Molière (homonymie).
Le Théâtre Molière, installé dans le quartier de la Porte de Namur, a une capacité de 375 places. Il est géré par l'association sans but lucratif Muziekpublique qui met en avant les musiques du monde, sous la forme de concerts, master-classes, stages et cours.

## Accès
| ___ | Ce site est desservi par la station de métro : Porte de Namur. |